# Zeda Rgani
Zeda Rgani (gruz. ზედა რგანი) – wieś w Gruzji, w regionie Imeretia, w gminie Cziatura. W 2014 roku liczyła 182 mieszkańców.

## Urodzeni
- Grigol Abaszydze